# John Brown Gordon

John B. Gordon

John Brown Gordon (* 6. Februar 1832 im Upson County, Georgia; † 9. Januar 1904 in Miami, Florida) war Jurist, General des konföderierten Heeres und nach dem Bürgerkrieg Politiker.

## Vor dem Bürgerkrieg
Gordon entstammte einer Familie, die aus Schottland in die amerikanischen Provinzen eingewandert war. Viele seiner Familienangehörigen kämpften während des Unabhängigkeitskrieges auf Seiten der amerikanischen Kolonisten. Er studierte an der Universität von Georgia, verließ sie jedoch vor einem Abschluss und studierte Recht in Atlanta, Georgia. Er praktizierte als Anwalt und betätigte sich als Unternehmer in den Kohleminen in Tennessee und Georgia. Gordon heiratete 1854 Fanny Haralson.

## Während des Bürgerkrieges
Gordon wurde in seinem ersten Verband, dem er freiwillig beigetreten war, schon bald zum Kompaniechef gewählt. Bereits im November 1862 wurde er zum Brigadegeneral befördert. Als Brigadekommandeur nahm er am Halbinsel-Feldzug unter dem Kommando D.H. Hills teil. Während der Schlacht am Malvern Hill wurde er verwundet. Bei Antietam verteidigte er die „Sunken Road“. Dabei wurde er viermal durch Schüsse verwundet. Bei Gettysburg trug er am ersten Tag entscheidend zum konföderierten Sieg des Tages bei. Dort traf er den Brigadegeneral der Nordstaaten Francis Channing Barlow, mit dem er nach dem Bürgerkrieg befreundet war.
Während Grants Überland-Feldzug führte Gordon eine Division im Korps Generalleutnant Ewells. Im späten Frühjahr wurde er Jubal Early unterstellt und nahm am Shenandoah-Feldzug 1864 teil. Nach der Niederlage Earlys kehrte Gordon zur Nord-Virginia-Armee zurück. Im Auftrag General Lees plante er den Angriff auf Fort Stedman und wurde dabei erneut verwundet. Seinen letzten Einsatz hatte er bei Appomattox. Am 12. April erklärte er gegenüber Joshua Lawrence Chamberlain die Kapitulation seiner Truppen. In Anerkennung der Leistungen seines Gegners ließ Chamberlain seine Soldaten das Gewehr präsentieren. Gordon wurde während des Krieges insgesamt fünfmal verwundet.

## Nach dem Krieg
Gordon bewarb sich zunächst erfolglos als Gouverneur von Georgia. 1873 wurde er in den US-Senat gewählt und wurde 1879 der erste Vorsitzende des Senats, der den ehemaligen abtrünnigen Staaten entstammte. 1886 wurde er zum Gouverneur von Georgia gewählt und blieb nach seiner Amtszeit wieder als Senator Georgias von 1891 bis 1897 im Senat. Bis zu seinem Tod war Gordon Vorsitzender der United Confederate Veterans. In seinem Buch John Brown Gordon: Soldier, Southerner, American behauptet der Historiker Ralph Lowell Eckert, Gordon sei Chef der Georgia-Sektion des Ku-Klux-Klans gewesen. John Brown Gordon ist auf dem Oakland Cemetery in Atlanta beerdigt.

## Nachwirkungen
- Fort Gordon in Augusta, Georgia, war bis 2023 nach ihm benannt.
- Eine Statue von Gordon steht am Georgia State Capitol in Atlanta.
- Eine Statue von Gordon steht am Gerichtsgebäude in Thomaston, Georgia.
- Der U.S. Highway 19 in Upson County, Georgia, ist nach ihm benannt.
- Das Gordon College (Georgia) in Barnesville, Georgia, ist nach ihm benannt.